# 站台 (电影)
《站台》，中國電影导演贾樟柯的第二部长篇故事片电影，2000年出品，被誉为“平民化的史诗作品”。影片采用的语言是晋语、普通话、河南安阳方言（王宏伟）。片長154分鐘。片名来自刘克的歌曲《站台》。这首歌曲在片中后期几次出现。
这部影片以贾樟柯的故乡山西汾阳为背景，讲述了几个歌舞演员从1970年代末到1990年代初的生活。贾樟柯通过几个小城镇人在这大约十年间的平淡生活，展示了现代经济中心的中国是如何从文革后中国转型的，以及这种转型对草根阶层的冲击。

## 故事梗概
影片开始于文化大革命后的1979年。汾阳县文工团的崔明亮、张军等年轻人一起排演诗朗诵《风流歌》。崔明亮十分倾慕担任朗诵女演员的尹瑞娟，二人经常在一起排练，但从未相互表达过彼此的心意。星期天，崔明亮和张军约尹瑞娟、钟萍等同事一起去看电影《流浪者》，偶遇尹瑞娟的父亲。尹父不喜欢女儿与崔明亮在一起，并误会两人是在恋爱约会，将女儿从电影院中叫走，令大家不欢而散。
第二天，她的一个朋友对崔明亮说，他与尹瑞娟谈论他们的关系引起了尹瑞娟的极大关注和不安，崔明亮注意到了。他不顾一切地再次与尹氏见面，而尹氏所能做的就是讲述他们两人不适合做夫妻的所有原因。崔岫闻对她的拒绝感到沮丧，让她独自站在他们谈话的院子里那些破旧的老建筑中。
20世纪80年代，剧团离开了他们的家乡，在全国各地旅行了数年。尹瑞娟留在汾阳，成为一名收税员。随着沿海城市逐渐开放，发廊里能够听到邓丽君的歌。张军前往广州探望姑妈，寄给崔明亮一张印有城市街景的明信片，崔明亮看着明信片上高楼大厦的景象，彻夜难眠。从广州归来的张军带回了许多新鲜玩意，包括一把红棉牌吉它，崔明亮很快便迷上了弹吉它。随着中国经历了大规模的社会变革，剧团改变了他们的表演，开始演奏摇滚乐。但他们最终回到了汾阳。崔明亮因常年在外奔波而心生厌倦，与尹瑞娟重逢。

## 创作人员
- 导演：贾樟柯
- 编剧：贾樟柯

## 演员名单和角色介绍
- 崔明亮：王宏伟

崔明亮喜欢尹瑞娟，不肯放下架子表示主动，只是默默欣赏。当尹瑞娟告知他自己要去相亲时，崔明亮的无所谓装得生硬；当尹瑞娟主动提出分手时，崔明亮的潇洒装得决绝；若干年后，崔明亮第一次受到邀请去尹瑞娟家做客，话语间无意流露出对尹家摆设的熟悉程度，才暴露自己当年在城墙上的默默遥望究竟在心里烙下了多深的痕迹。
- 尹瑞娟：赵　涛

尹瑞娟是县文工团员，她喜欢激烈的流行乐，至多也只是坐在一旁，为在疯狂的蹦迪节奏中陶醉的人打拍；她向往外面的世界，却拒绝漂泊不定的走穴演出，而是想通过考进省艺校为人生寻找更大的舞台。
- 钟　萍：杨荔钠

为了和自己爱的人张军在一起生活，钟萍受了两次伤害，堕胎以及被公安局以嫖娼论罚。两次伤害，钟萍的反应大不相同。第一次，徐团长为丑事保守秘密，寻找对策，把两人从遍地熟人的县城带到偏远农村偷偷手术，以此息事宁人。第二次，钟萍张军又出了丑事，老郑被警察局喊去领人认错，老郑将两人从无人认识的吴堡带回了县城。
- 张　军：梁景东

最早接受新思想洗礼的那个人，他给崔明亮寄的明信片：花花世界真好。从广州回来后他给自己打扮的很洋气，还特意外放着音响，包括他后来留的颇有艺术家气息的长发，也彰显着他内心的一种虚荣和躁动。他的内心却是一个没长大的孩子，不敢和父母提出和钟萍结婚在钟萍打胎时也没有体现该有的关心，面对警察的盘问也没骨气的承认和出卖，这一切都在表明他是个内心空洞不成熟但又虚荣寄托于外表来维护自己的自尊，最终女友的离开也让他受到了惩罚。
- 韩三明：韩三明

20岁左右的小伙子被生活折磨成了40岁的样子。他代表了老一辈的那种牺牲奉献精神，而他的这种精神是非常能打动人的。

## 时代表现
贾樟柯经常通过背景中的广播、电视、音乐、电影等来表现人物所处的时代和环境。在这部影片中也不例外。按照在影片中出现的顺序，如下这些事件在背景中被呈现。有些顺序和历史相比有少许差错：
1. 歌曲《火车向着韶山跑》、“农业学大寨”口号
2. 印度电影《流浪者》，1970年代末期引进中国
3. 刘兰芳播讲的评书《岳飞传》
4. 喇叭裤
5. 李谷一的歌曲《绒花》（电影《小花》插曲，1979年）
6. 邓丽君的歌曲《美酒加咖啡》
7. 美国电视系列剧《加里森敢死队》（1979年开播）
8. 中越战争中的法卡山前线新闻（1979年之后）
9. 歌曲《年轻的朋友来相会》
10. “四个现代化”口号
11. 轻音乐的流行
12. 平反刘少奇的新闻（1980年2月中共十一届五中全会）
13. 苏小明的歌曲《军港之夜》
14. 李谷一的歌曲《边疆的泉水清又纯》（电影《黑三角》，1978年）
15. 台湾歌手张帝的歌曲、手提式录音机
16. 香港歌曲《成吉思汗》、迪斯科
17. 烫发
18. 红棉牌吉他的流行
19. 1984年中华人民共和国国庆35周年大阅兵
20. 电视片《河殇》（1988年）
21. 广播里的通缉令，学潮运动（1989年）
22. 刘克的歌曲《站台》
23. 香港歌手张明敏的歌曲《我的中国心》（1984年）
24. 台湾歌手苏芮的歌曲《是否》
25. 中国的热播电视连续剧《渴望》（1990年）

## 反响
东方早报网评：贾樟柯，一个来自中国基层的民间导演，追求影像“对现实表象的穿透力”。他特立独行，用镜头语言去描绘一个巨大的社会转型时代普通人所要承受的代价和命运发生的转变。他直言批评当代中国电影缺乏对真实生命的关注：第四代执著于伦理道德，第五代迷恋于历史寓言，第六代在都市摇滚里陶醉。在中国电影集体向好莱坞投降、沉沦于虚无缥缈的非现实主义题材的时候，贾樟柯对中国现实的强烈人文关注显得尤为可贵。
西安晚报数字报刊评：贾樟柯的影像世界正在逐步成为理解中国的一种特殊方式，亦在重新诠释中国电影的现实主义。与曾经流行的批判现实主义相比，贾樟柯的叙事更为沉静和不张扬，从不做单纯的道德判断，而是通过个性鲜明的纪实性风格一一拓展；与现代虚无主义相比，贾樟柯更是从不故弄玄虚，倾力专注于历史变迁中的细枝末节，在冷酷的现实中保持着一种温暖的基调。
美国著名电影评论家乔纳森-罗森巴姆称赞这部电影 "是我见过的最令人印象深刻的中国电影之一"。
美国著名电影评论家霍伯曼将其描述为 "过去十年中最丰富的电影之一"。
站台被多伦多国际电影节（TIFF）的电影学院评选为过去十年第二好的电影，由来自世界各地的60多位电影专家（历史学家、档案学家等）评选。  贾樟柯的另一部电影《三峡好人》被评为第三好的电影。  《站台》在《斜面》杂志评选的2000年代100部最佳电影中排名第32位 ，并被评为《视听》杂志评选的2000年代电影之一。 《站台》在《电影评论》进行的国际民意调查中被评为十年来最佳电影的第11位。 2016年，奥地利电影博物馆、《标准报》和《世界报》的影评人将《站台》列入21世纪的十大电影。
该片在烂番茄上的评分为79%，基于19条评论，平均分为6.72分（满分10分）。

## 幕后制作
《站台》这个剧本是贾樟柯导演1995年开始写的，是他的早期作品之一。贾樟柯导演认为，《站台》有意思的一点，应该是它使自己真的在一个工业体制里面去工作，拍《小武》的时候剧组里都是好朋友，15个人，睡起来就拍，拍累了就睡，没有压力，运转灵活。拍《站台》最多时组里有100个人，突然多了很多的部门，人多了事情也多，需要保证精力集中在创作上，也需要信赖制片，这些事情都是第一次，都是一个挑战。
片名源于20世纪80年代的同名歌曲《站台》，这首歌是80年代中期年轻人非常喜欢的一首歌，它描写一个人在站台上等待他爱人的到来，是一种期待的情绪。对贾樟柯导演来说，它是开启80年代记忆的钥匙，“站台”是出发的地方，也是回来的地方，它与旅途有关，有一种疲倦而哀伤的生命感觉。

## 奖项
| 獎項                         | 類別           | 被提名者 | 結果 |
| ---------------------------- | -------------- | -------- | ---- |
| 威尼斯电影节                 | 金狮奖         | 站台     | 提名 |
| 威尼斯电影节                 | 亚洲最佳影片奖 | 站台     | 獲獎 |
| 弗利伯格国际电影节           | 堂吉诃德奖     | 站台     | 獲獎 |
| 弗利伯格国际电影节           | 費比西奖       | 站台     | 獲獎 |
| 南村三大洲电影节             | 最佳影片       | 站台     | 獲獎 |
| 南村三大洲电影节             | 最佳导演       | 賈樟柯   | 獲獎 |
| 新加坡国际电影节             | 最佳亚洲故事片 | 站台     | 提名 |
| 新加坡国际电影节             | 青年电影奖     | 站台     | 獲獎 |
| 布宜诺斯艾利斯国际独立影片节 | 最佳影片       | 站台     | 獲獎 |
| 电影手册                     | 十大佳片       | 站台     | 獲獎 |

## 外部参考
- 豆瓣电影上《站台》的資料 （简体中文）
- 《站台》 （页面存档备份，存于）